# 7.ª Divisão Panzer (Alemanha)

Insígnia da Divisão

Insígnia da Divisão

A 7ª Divisão Panzer foi criada em 18 de Outubro de 1939, da redesignação do 2. Leichte Division. É umas das mais conhecidas divisões alemãs daquele conflito, sendo conhecida como Divisão Fantasma (em alemão: Gespensterdivision) devido ao seu rápido avanço e pelo fato de ninguém saber ao certo onde ela estava, tendo lutado em diversos frontes do início até o término da guerra.

## Comandantes
| Comandante                                        | Data                                                |
| ------------------------------------------------- | --------------------------------------------------- |
| General der Kavallerie Georg Stumme               | (18 de outubro de 1939 - 5 de fevereiro de 1940)    |
| Generalfeldmarschall Erwin Rommel                 | (5 de fevereiro de 1940 - 14 de fevereiro de 1941)  |
| General der Panzertruppen Hans Freiherr von Funck | (15 de fevereiro de 1941 - 17 de agosto de 1943)    |
| Oberst Wolfgang Gläsemer                          | (17 de agosto de 1943 - 20 de agosto de 1943)       |
| General der Panzertruppen Hasso von Manteuffel    | (20 de agosto de 1943 - 1 de janeiro de 1944)       |
| Generalmajor Adelbert Schulz                      | (Janeiro de 1944 - 28 de janeiro de 1944) (KIA) (1) |
| Oberst Wolfgang Gläsemer                          | (28 de janeiro de 1944 - 30 de janeiro de 1944)     |
| General der Panzertruppen Dr. Karl Mauss          | (30 de janeiro de 1944 - 2 de Maio de 1944)         |
| Generalmajor Gerhard Schmidhuber                  | (2 de maio de 1944 - 9 de Setembro de 1944)         |
| General der Panzertruppen Dr. Karl Mauss          | (9 de Setembro de 1944 - 31 de outubro de 1944)     |
| Generalmajor Hellmuth Mäder                       | (31 de outubro de 1944 - 30 de novembro de 1944)    |
| General der Panzertruppen Dr. Karl Mauss          | (30 de novembro de 1944 - 5 de janeiro de 1945)     |
| Generalmajor Max Lemke                            | (5 de janeiro de 1945 - 23 de janeiro de 1945)      |
| General der Panzertruppen Dr. Karl Mauss          | (23 de janeiro de 1945 - 22 de março de 1945)       |
| Oberst Hans Christern                             | (23 de março de 1945 - 8 de maio de 1945)           |

## Área de operações
- Polônia (Setembro 1939 - maio 1940)
- França (Maio 1940 - fevereiro 1941)
- Alemanha (Fevereiro 1941 - julho 1941)
- Frente Oriental, setor central (Julho de 1941 - maio 1942)
- França (Maio 1942 - fevereiro 1943)
- Frente Oriental, Sul do setor (Fevereiro 1943 - agosto 1944)
- Estados Bálticos & Prússia Oriental (Agosto 1944 - janeiro 1945)
- Polônia e Alemanha (Janeiro 1945 - agosto 1945)

## História

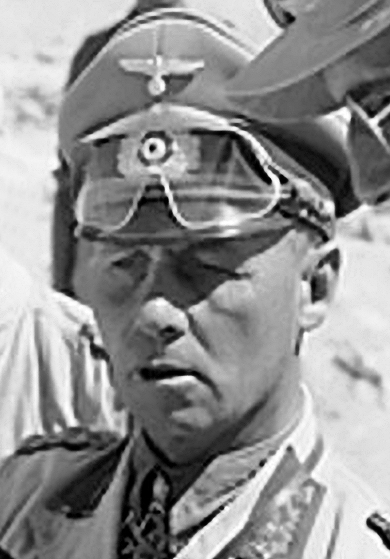
Erwin Rommel Comandante da Divisão

A 7ª Divisão Panzer entrou em ação na Frente Ocidental em 1940. Era parte do XV Corpo de Exército (mot.) subordinado ao 4º Exército (Maio) e mais tarde Grupo de Exércitos B (Junho).
No início de sua campanha, cruzou os Países Baixos e a Bélgica após parando devido a contra-ofensiva Franco-Britânica organizada no Setor de Arras. Teve muito cuidado para avançar no sudoeste, chegando a Cherbourg, e impedindo que as forças aliadas reembarcassem naquele porto. A divisão ficou muito feliz por ter terminado a campanha, tendo feito 100000 prisioneiros, incluindo 10 generais, destruiu 500 tanques e veículos blindados. Este sucesso contribuiu para dar um grande destaque ao seu comandante oficial, Erwin Rommel. A 7ª Divisão Panzer foi remanejada para ocupar a área de Bordeaux até a primavera de 1941, quando foi enviada para a Alemanha Oriental.
Após a campanha no ocidente e durante o seu tempo na frente oriental, recebeu novas unidades: Pz.Abt. 66 se tornou III./Pz.Rgt. 25. O Pz.Aufkl.Abt. 37 foi fundido com o Kradschtz.Btl. 7 para se tornar Pz. Aufkl.Abt. 7. O H-Flakart.Abt. 296 entrou para a divisão no início de 1943. O general staff do 7. Schützen-Brigade foi despedido em Novembro de 1942.
Em junho de 1941, a divisão participou da Operação Barbarossa como parte do XXXIX Corpo de Exército (mot.) (3º Panzergruppe, Grupo de Exércitos Centro).
Avançou pela Bielorrússia, lutou nos arredores de Minsk, cruzou o rio Dnieper e ficou após engajada nas batalhas em Smolensk e Moscou como parte do LVI Corpo Panzer (Pz.Gr. 3, Grupo de Exércitos Centro). Sofreu pesadas baixas durante a contra-ofensiva soviética no inverno de 1941-42.
Foi enviada para a França (Bordeaux) em Maio de 1942 para ser reformada. Em Novembro de 1942,participou da ocupação das zonas não ocupadas, passando por Toulouse e Narbona no seu caminho para Toulon. Retornou para a Frente Oriental (Grupo de Exércitos Don) pouco depois da queda de Stalingrado (começo de 1943) ajudando a defender Rostov. Em julho de 1943, participou da operação "Zitadelle" com o III Corpo Panzer (Armeeabteilung "Kempf", Grupo de Exércitos Sul) e lutou no setor de Belgorod (na ponta sul da ofensiva). Chegou aos setores de Kiev e Zhitomir. Foi mencionada por duas vezes por seus atos na frente de batalha.

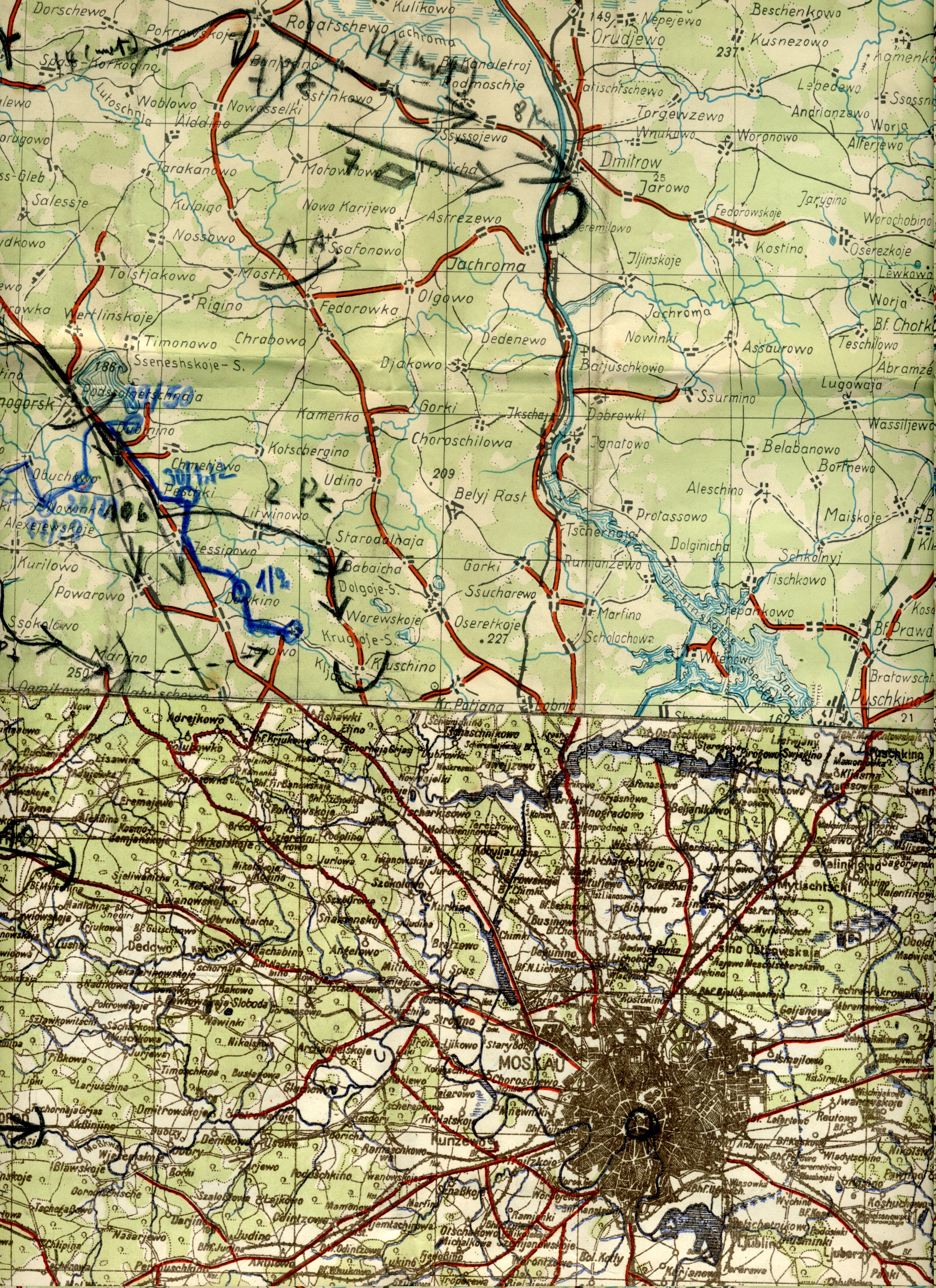
Mapa de Campanha utilizado pela 7ª Divisão Panzer na Rússia

Em Novembro de 1943, recuou de Kiev, sofrendo novamente pesadas baixas, em seguida lutou no setor de Tarnopol. Em Março de 1944, foi cercada juntamente com o 1º Exército Panzer. Travou uma luta sangrenta para conseguir sair do cerco onde perdeu todos os seus tanques. Reduzida a um simples Kampfgruppe, a divisão continuou a lutar contra o Exército Vermelho.
Durante o verão de 1944, viu a grande contra ofensiva soviética contra o Grupo de Exércitos Centro e conseguiu escapar do desastre. Em agosto foi mencionada por suas ações na Batalha de Raseiniai na Lituânia.
A divisão foi mais uma vez fortemente engajada nas operações no rio Vístula nas ofensivas do inverno de 1944-45. Mais tarde, em 1945, ficou sobrecarregada em Danzigue com parte do Grupo de Exércitos Norte. Foi evacuada de lá, mas mais uma vez perdeu todos os seus veículos e tanques. A 7ª Divisão Panzer participou da Batalha de Berlim em Abril de 1945. Alguns de seus membros conseguiram escapar para a frente ocidental onde se renderam às forças Britânicas no setor de Schwerin.

## Serviço de Guerra

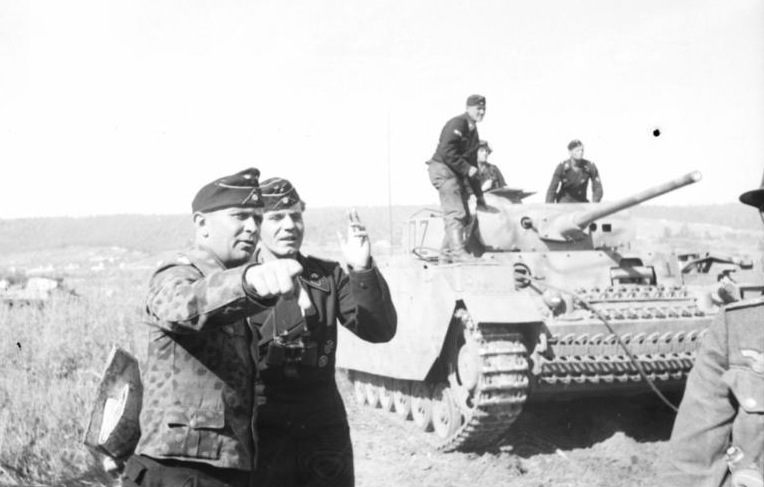
Adelbert Schulz, ao lado de um Panzer III, liderando a 7ª divisão de tanques.

| Data            | Corpo        | Exército           | Grupo de Exército | Área               |
| --------------- | ------------ | ------------------ | ----------------- | ------------------ |
| Dez 39          | reserva      | 16º Exército       | A                 | Eifel              |
| Jan 40 - Mai 40 | reserva      | 4º Exército        | B                 | Eifel, Bélgica     |
| Jun 40          | IV           | Kleist (4)         | B                 | França (Somme)     |
| Jul 40 - Out 40 | XXII         | 2º Exército        | C                 | França             |
| Nov 40 - Dez 40 | X            | 9º Exército        | A                 | França             |
| Jan 41          | XXXIX        | 7º Exército        | D                 | França             |
| Fev 41 - Abr 41 | reserva      | - --               | C                 | Início             |
| Mai 41 - Jun 41 | Wehrkreis VI | 3º Panzergruppe    | - --              | Início             |
| Jul 41 - Ago 41 | XXXIX        | 3º Panzergruppe    | Mitte             | Vilna, Smolensk    |
| Set 41          | VIII         | 9º Exército        | Mitte             | Smolensk           |
| Out 41 - Dez 41 | LVI          | 3º Panzergruppe    | Mitte             | Vyasma, Klin       |
| Jan 42          | LVI          | 3º Exército Panzer | Mitte             | Rshev              |
| Fev 42          | LVI          | 9º Exército        | Mitte             | Rshev              |
| Mar 42          | XXXXI        | 9º Exército        | Mitte             | Rshev              |
| Abr 42          | reserva      | 9º Exército        | Mitte             | Rshev              |
| Mai 42          | reserva      | - --               | Mitte             | Rshev              |
| Jun 42          | LXXX         | 7º Exército        | D                 | França             |
| Jul 42 - Ago 42 | reserva      | 1º Exército        | D                 | França             |
| Set 42 - Out 42 | LXXX         | 1º Exército        | D                 | França             |
| Nov 42          | reserva      | 1º Exército        | D                 | Sul França         |
| Dez 42          | LXXXIII      | Felber             | D                 | Sul França         |
| Jan 43          | reserva      | --                 | Don               | Donez (Isyum)      |
| Fev 43          | III          | 1º Exército Panzer | Don               | Donez (Isyum)      |
| Mar 43 - Abr 43 | XXXX         | 1º Exército Panzer | Süd               | Donez (Isyum)      |
| Mai 43          | reserva      | Kempf              | Süd               | Charkov            |
| Jun 43 - Jul 43 | III          | Kempf              | Süd               | Charkov            |
| Ago 43          | XXXXVIII     | 4º Exército Panzer | Süd               | Belgorod           |
| Set 43 - Out 43 | XXXXVII      | 8º Exército        | Süd               | Belgorod           |
| Nov 43          | VII          | 4º Exército Panzer | Süd               | Kiev               |
| Dez 43          | XXXXII       | 4º Exército Panzer | Süd               | Shitomir           |
| Jan 44 - Fev 44 | XIII         | 4º Exército Panzer | Süd               | Shitomir           |
| Mar 44          | XXXXVIII     | 4º Exército Panzer | Süd               | Tarnopol           |
| Abr 44          | LIX          | 1º Exército Panzer | Nordukraine       | Kamenetz-Podolsk   |
| Mai 44 - Jun 44 | reserva      | 1º Exército Panzer | Nordukraine       | Brody              |
| Jul 44          | reserva      | 4º Exército        | Mitte             | Minsk, Lida        |
| Ago 44          | XII. SS      | 3º Exército Panzer | Mitte             | Lituânia, Courland |
| Set 44          | XXXXIX       | 3º Exército Panzer | Mitte             | Courland           |
| Out 44 - Nov 44 | XXVIII       | 3º Exército Panzer | Mitte             | Memel              |
| Dez 44          | reserva      | 4º Exército        | Mitte             | Arys               |
| Jan 45          | reserva      | 2º Exército        | Mitte             | Narev              |
| Fev 45 - Mar 45 | VII          | 2º Exército        | Weichsel          | Prússia Ocidental  |
| Abr 45          | Hela         | Ostpreussen        | - --              | Hela               |

## Condecorações
36 membros da 7ª Divisão Panzer foram condecorados com a Cruz de Cavaleiro da Cruz de Ferro, 6 com as Folhas de Carvalho, 3 com Espadas e 2 com Diamantes (Adelbert Schulz, comandante do Pz.Rgt. 25 em 14 de Dezembro de 1943, n° 9 e Karl Mauss, comandante de divisão, em 15 de Abril de 1945, n°26).
| Nome                            | Data de Adjudicação     | Patente                        | Unidade                  | Comentários |  |
| ------------------------------- | ----------------------- | ------------------------------ | ------------------------ | --- |  |
| Bachmann, Fritz (Friedrich)     | 5 de abril de 1945      | Obergefreiter id               | 1./Pz.Gren.Rgt 7         | |  |
| Baranek, Ewald                  | 12 de fevereiro de 1943 | Oberleutnant Führer            | Pz.Pi.Btl 58             | |  |
| von Bismarck, Georg             | 29 de setembro de 1940  | Oberst                         | Kdr Schtz.Rgt 7          | |  |
| Brandes, Walter                 | 28 de outubro de 1944   | Hauptmann                      | Kdr II./Pz.Rgt 25        | |  |
| Condné, Johann                  | 5 de abril de 1945      | Hauptmann                      | Führer II./Pz.Gren.Rgt 6 | |  |
| Ditter, Hans                    | 11 de dezembro de 1944  | Oberfeldwebel KpTruppführer    | 1./Pz.Gren.Rgt 7         | |  |
| Dünkler, Joachim                | 18 de fevereiro de 1945 | Major                          | Kdr I./Pz.Gren.Rgt 7     | |  |
| Fortun, Horst                   | 7 de agosto de 1943     | Hauptmann                      | Kdr I./Pz.Rgt 25         | |  |
| von Funck, Hans Freiherr        | 15.07.1941              | Generalmajor                   | Comandante da Divisão    | 278. Folhas de Carvalho 22 de Agosto de 1943                                                                                  |  |
| Geisler, Willy                  | 14 de maio de 1944      | Unteroffizier Gruppenführer id | 5./Pz.Aufkl.Abt 7        | |  |
| Geyer, Heinrich                 | 22 de outubro de 1944   | Feldwebel Zugführer id         | 2./Pz.Gren.Rgt 6         | |  |
| Glaesemer, Wolfgang             | 12 de fevereiro de 1943 | Oberst                         | Kdr Pz.Gren.Rgt 6        | |  |
| Grünert, Richard                | 14 de outubro de 1941   | Oberleutnant dR Führer         | 3./KradSchtz.Btl 7       | 244. Folhas de Carvalho 17 de Maio de 1943                                                                                    |  |
| Gutzschhahn, Helmut             | 8 de maio de 1943       | Hauptmann                      | Kdr I./Pz.Gren.Rgt 6     | |  |
| Hauser, Eduard                  | 4 de dezembro de 1941   | Oberst                         | Kdr Pz.Rgt 25            | |  |
| Heilbronn, Gerhard              | 12 de abril de 1942     | Hauptmann                      | Führer II./Schtz.Rgt 7   | |  |
| Hintz, Erwin                    | 11 de março de 1945     | Obergefreiter                  | Kdt eines SPW id         | 8./Pz.Gren.Rgt 6 |  |
| Hönniger, Theodor               | 9 de maio de 1945       | Oberfeldwebel Zugführer id     | 3./Pz.Rgt 25             | Não Confirmado |  |
| Hohmuth, Walter                 | 14 de maio de 1944      | Oberfeldwebel Führer           | 7./Pz.Gren.Rgt           | |  |
| Kolczyk, Heinz                  | 6 de abril de 1944      | Rittmeister                    | Kdr Pz.Aufkl.Abt 7       | |  |
| Krämer, Christoph               | 14 de maio de 1944      | Oberfeldwebel Zugführer id     | 5./Pz.Gren.Rgt 7         | |  |
| Manteuffel von, Hasso           | 31 de dezembro de 1941  | Oberst                         | Kdr Schtz.Rgt 6          | 332. Folhas de Carvalho 23 de Novembro de 1943 50. Espadas 22 de Fevereiro de 1944                                            |  |
| Mauss, Karl Dr.med.dent.        | 26 de novembro de 1941  | Generalmajor                   | Comandante da Divisão    | 335. Folhas de Carvalho 24 de novembro de 1943 101. Espadas 23 de outubro de 1944 26. Diamantes 15 de abril de 1945           |  |
| Neubrandt, Rudolf               | 29 de setembro de 1940  | Leutnant dR Zugführer id       | Pz.Aufkl.Abt 37          | |  |
| Ohrloff, Horst                  | 27 de julho de 1941     | Oberleutnant                   | Chef der 11./Pz.Rgt 25   | |  |
| Oll, Herbert                    | 23 de agosto de 1941    | Hauptmann                      | Kdr I./Art.Rgt 78        | |  |
| Picht, Alfred                   | 9 de dezembro de 1944   | Major dR                       | Kdr III./Pz.Art.Rgt 78   | |  |
| Reineck, Rudi                   | 20 de março de 1942     | Oberleutnant Chef              | 8./Schtz.Rgt 6           | |  |
| von Rohr, Hans-Babo             | 5 de novembro de 1944   | Leutnant dR Zugführer id       | 2./Pz.Rgt 25             | 754. Folhas de Carvalho 24 de Fevereiro de 1945                                                                               |  |
| Rommel, Erwin                   | 27 de maio de 1940      | Generalmajor                   | Comandante da Divisão    | 10. Folhas de Carvalho 20 de Março de 1941                                                                                    |  |
| Roßbach, Karl-Heinz             | 6 de junho de 1943      | Feldwebel Zugführer id         | 2./Pz.Gren.Rgt 7         | |  |
| Rothenburg, Karl                | 3 de junho de 1940      | Oberst                         | Kdr Pz.Rgt 25            | |  |
| von Schütz, Harald              | 5 de abril de 1945      | Major                          | Kdr Pz.Aufkl.Abt 7       | |  |
| Schulz, Adelbert                | 29 de setembro de 1940  | Hauptmann                      | Chef 1./Pz.Rgt 25        | Morto em ação 47. Folhas de Carvalho 31 de Dezembro de 41 33. Espadas 6 de Agosto de 1943 9. Diamantes 14 de dezembro de 1943 |  |
| Steinkeller von, Friedrich-Carl | 31 de março de 1943     | Oberstleutnant                 | Kdr Pz.Gren.Rgt 7        | |  |
| Thaler, Andreas                 | 13 de janeiro de 1944   | Hauptmann                      | Kompaniechef id          | II./Pz.Rgt 25 |  |
| Weitzel, Adalbert               | 23 de agosto de 1944    | Oberstleutnant                 | Kdr Pz.Gren.Rgt 6        | |  |

## Música
A banda Sabaton lançou em 2008 o álbum The Art of War contendo a música Ghost Division com letras voltadas para a 7ª Divisão Panzer.